# Іванівці (Хмельницький район)
Іва́нівці — село в Україні, у Волочиській міській територіальній громаді Хмельницького району Хмельницької області. Населення становить 379 осіб.

## Назва
Жителі села розповідають, що назва села походить від імені пана, який там мав землю і називався Януш. До війни село називалось Янушівці, а після війни — Іванівці.

## Адміністративне підпорядкування
- 1796 — 1917 державне село Маначинської волості Старокостянтинівського повіту Волинської губернії Російської імперії.
- 1923 — 1930 село Волочиського району Проскурівської округи Подільської губернії Української СРР.
- 1935 — 1937 село Волочиського району Проскурівського округу Вінницької області УСРР.
- 1937 — 1954 село Волочиського району Кам'янець-Подільської області.
- 1954 — 1991 село Волочиського району Хмельницької області Української СРР.
- 1991—2020 село Волочиського району Хмельницької області України

## Історична довідка
У 1800–1831 роки землі належали графу Фрідріху Мошинському, а пізніше — графу Ледоховському.
Із розповідей старожилів відомо, що граф мав свої землі, де народ працював з ранку до вечора. Вихідним днем була лише неділя. Ніхто не дбав про здоров‘я людей, про освіту. Важка праця, антисанітарні побутові умови сприяли масовому поширенню хвороб і смерті людей.
Після реформи 1861 року селяни на правах тимчасовозобов‘язаних повинні були виконувати повинності на користь графа. За уставною грамотою кріпаки мали викупити в графа Ледоховського садибну, польову землю.
7 (20) листопада 1917 року, відповідно до Третього Універсалу Української Центральної Ради, увійшло до складу Української Народної Республіки.
У 1917—1920 роках у селі багато разів змінювалась влада.
Лише у 1920 році восьма Червонокозача дивізія під командуванням В.Примакова захопила село і розпочався тривалий період радянської окупації.
У селі Іванівці було створено колгосп «Нове життя».
На селі в період колективізації було відкрито перші лікнепи, а потім в приміщеннях найкращих хат села Гарнишівка — школи. Старожили згадують, що першим вчителем був Скопадський з села Гонорівка. Потім вчителями були Грабовський Й. М. з села Маначин, Будна Тетяна, Щабельська Ганна з села Іванівці.
Криниці були копанки. Млина не було, мали свої жорна, де вручну на камені мололи борошно.
На початку липня 1941 село було окуповане німцями. Починались важкі роки окупації. Багато юнаків і дівчат було вивезено на примусові роботи до Німеччини. У 1942 році в селі Маначин була утворена підпільна група. На початку березня 1944 року село було визволене від окупантів.
У 1950 році до колгоспу села Гарнишівка «12-річчя Жовтня» приєднали колгосп села Іванівці — «Нове життя». Головою було обрано Поморського з міста Волочиськ, далі працювали головами колгоспу Рак Василь та Хом‘яков. У 1956 році було обрано місцевого голову колгоспу Салка Івана Афанасійовича, який працював аж до 1966 року. За час його керівництва було побудовано шосейну дорогу через село Гарнишівку, магазин, два свинарники, клуб, контору колгоспу, чотирирядний корівник, малий цегельний завод в селі Іванівці.
У період з 1966 по 1985 роки головою колгоспу працював Лисенко Іван Миколайович. За час його керівництва було побудовано нову двоповерхову контору колгоспу і приміщення сільської ради.
У 1975 році відбулось укрупнення колгоспів: було об'єднано колгосп «Заповіт Ілліча» села Маначин із колгоспом «12-річчя Жовтня» і залишено назву «Заповіт Ілліча». За сприяння Купчика Анатолій Варламович, який на той час працював у Держплані СРСР, було розпочато роботи з газифікації п'яти населених пунктів. У 1985 році головою колгоспу був обраний Богай Петро Іванович.
 Часи незалежності  У 1992 році відбулось роз'єднання колгоспу. Села Вигода, Іванівці, Гарнишівка увійшли до колгоспу «Заповіт Ілліча», а села Маначин та Червона Гірка — до колгоспу «Лесі Українки».
У цьому ж році було утворено Гарнишівську сільську раду. Гарнишівським головою виконкому було обрано Ніщуна Василя Артемовича. І до цього часу виконком Гарнишівської сільської ради очолює Ніщун В. А., який був обраний на виборах у 1998 році. До складу виконкому входять 7 чоловік та обрано 15 депутатів сільської ради.
У 1995 році почалось реформування колгоспу. Спочатку у КСП, а пізніше у СТОВ «Гарнишівське». Почався перехід від колективної власності до приватної. Земля перейшла у розпорядження Рад. Створено СТОВ «Гарнишівське».
За період реформування створене лише одне фермерське господарство «Мрія», яким керує Волошин Михайло Іванович і яке обробляє 6 га землі. У 2000 році 9 пайовиків вийшли з товариства, виготовили державні акти і обробляють землю як одноосібники.
У березні 2002 року відбулися вибори депутатів Верховної Ради та місцевих рад. Гарнишівським сільської ради було обрано Ніщуна Василя Артемовича. 17 квітня 2002 року відбулась перша сесія сільської ради.
У цьому році ще двадцять пайовиків забрали свої земельні паї і віддали їх обробляти Івановій Ірині Володимирівні, жительці села Іванівці, яка мала 2 трактори (ЮМЗ та ДТ-74), автомобіль і зерновий комбайн.
10 квітня 2008 року працівниками сільської ради було висаджено 76 беріз, 15 лип, 16 ялин, 16 кущів глоду. Мисливці із села Іванівні під керівництвом Мельничука С. І. біля ставка висадили 250 дерев. Всього на території сільської ради було висаджено 374 дерева.
26 червня 2008 року в селах Гарнишівка та Іванівці було встановлено пам'ятники жертвам Голодомору 1932—1933 років.
12 червня 2020 року, відповідно до розпорядження Кабінету Міністрів України № 727-р «Про визначення адміністративних центрів та затвердження територій територіальних громад Хмельницької області», увійшло до складу Волочиської міської громади.
19 липня 2020 року, в результаті адміністративно-територіальної реформи та ліквідації Волочиського району, увійшло до складу новоутвореного Хмельницького району.
Колишній орган місцевого самоврядування — Гарнишівська сільська рада.

## Політика
Голова селищної ради — Рак Володимир Васильович 1952 року народження, вперше обраний у 2010 році, позапартійний.. Висунутий партією Єдиний центр.
До складу Гарнишівської сільської ради входить 12 депутатів, усі позапартійні.
У селі діють місцеві осередки таких партій: Соціал-демократична партія України (об'єднана), Соціалістичної партії України, Республіканської партії України, Партія регіонів, Єдиний центр.

## Голодомор в Іванівцях
За даними різних джерел в селі в 1932—1933 роках загинуло близько 10 чоловік. На сьогодні встановлено імена 4. Мартиролог укладений на підставі поіменних списків жертв Голодомору 1932—1933 років, складених Гарнишівською сільською радою. Поіменні списки зберігаються в Державному архіві Хмельницької області.
- Горбунь Петро Степанович, 60 р., 1933 р., причина смерті від недоїдання
- Грабовська Галина Петрівна, 50 р., 1933 р., причина смерті від недоїдання
- Грабовська Юлія Володимирівна, 25 р., 1933 р., причина смерті від недоїдання
- Грабовський Володимир Іванович, 4 р., 1933 р., причина смерті від недоїдання

## Пам'ятки
- Іванівський гідрологічний заказник